# Viktor Cybulenko
Viktor Sergeevič Cybulenko (in russo Ви́ктор Серге́евич Цыбуле́нко?; Veprik, 13 luglio 1930 – Kiev, 19 ottobre 2013) è stato un giavellottista sovietico.

## Biografia
Nato a Veprik (oggi nell'Oblast' di Kiev) con il nome di Віктор Сергійович Цибуленко, ai Giochi della XVII Olimpiade (Roma 1960) vinse l'oro nel lancio del giavellotto ottenendo un risultato migliore del tedesco Walter Krüger (medaglia d'argento) e dell'ungherese Gergely Kulcsár.

## Palmarès
| Anno | Manifestazione  | Sede      | Evento                 | Risultato | Misura  | Note |
| ---- | --------------- | --------- | ---------------------- | --------- | ------- | ---- |
| 1956 | Giochi olimpici | Melbourne | Lancio del giavellotto | Bronzo    | 79,50 m |      |
| 1960 | Giochi olimpici | Roma      | Lancio del giavellotto | Oro       | 84,64 m |      |